# Jelle Vanendert
Jelle Vanendert (født 19. februar 1985 i Neerpelt) er en tidligere professionel belgisk landevejscykelrytter.
Jelle Vanendert begyndte sin karriere i 2004 på det belgiske cykelhold Jartazi Granville. I 2005 og 2006 cyklede han for kontinentalholdet Bodysol-Win for Life-Jong Vlaanderen, før han i 2007 fik en prokontrakt med Chocolade Jacques-Topsport Vlaanderen efter en femteplads i U23-landevejsløbet under VM i landevejscykling 2006. Han kom på sjettepladsen i La Flèche Wallonne 2011, som blev vundet af hans holdkammerat Philippe Gilbert. Under 12. etape af Tour de France 2011 rykkede han sammen med Samuel Sánchez op ad det sidste bjerg. Vanendert formåede ikke at hænge med helt op, men blev nr. 2 på etapen. To dage senere vandt han 14. etape til Plateau de Beille foran samme mand.